# もう一度 君に恋している
もう一度 君に恋している（もういちどきみにこいしてる）は、北原愛子の11thシングル。

## 解説
- 2003年発売の4枚目のシングル『虹色にひかる海』以来2作目となる、TUBEのギタリストである春畑道哉による作曲。編曲者の長幸一が、ビーイングのアーティストの編曲を手がけたのは今作が初めてである。

## 収録曲
1. もう一度 君に恋している
  - 作詞：北原愛子／作曲：春畑道哉／編曲：長幸一
2. ダイジョウブ
  - 作詞：北原愛子／作曲・編曲：小澤正澄
3. 常夏のエトセトラ
  - 作詞：北原愛子／作曲：當眞健司／編曲：小澤正澄
4. もう一度 君に恋している -instrumental-

## タイアップ
- チバテレビ「MU-GEN～Music Generations～」2006年5月度エンディングテーマ（#1）